# Estación de Artilleros
Artilleros es una estación de la línea 9 del Metro de Madrid situada bajo el Camino de Vinateros próxima a la intersección con la calle Pico de Artilleros, en el distrito de Moratalaz. La estación abrió al público el 31 de enero de 1980 con el primer tramo de la línea.

## Accesos
Vestíbulo Juan de Bobadilla
- Vinateros, impares Cº Vinateros, 119 (semiesquina C/ Cañada, 47)
- Vinateros, pares Cº Vinateros, 172 (semiesquina C/ Corregidor Juan de Bobadilla)

Vestíbulo Pico de Artilleros
- Pico de Artilleros C/ Pico de los Artilleros, 59
- Vinateros C/ Pico de los Artilleros, 126 (esquina Cº Vinateros, impares)

## Líneas y conexiones

### Metro
| << cabecera   | < estación | línea | estación > | cabecera >>                                         |
| ------------- | ---------- | ----- | ---------- | --------------------------------------------------- |
| Paco de Lucía | Vinateros  |       | Pavones    | Arganda del Rey Cambio de tren en Puerta de Arganda |

### Autobuses
| Diurnos |                         |                                                       |
| Línea   | Destino                 | Parada                                                |
| 30      | Pavones                 | 1268 METRO ARTILLEROS (C/ Pico Artilleros, 61)        |
| 71      | Plaza de Manuel Becerra | 1268 METRO ARTILLEROS (C/ Pico Artilleros, 61)        |
| 30      | Avenida de Felipe II    | 1269 ARTILLEROS (C/ Pico Artilleros frente al N.º 61) |
| 71      | Puerta de Arganda       | 1269 ARTILLEROS (C/ Pico Artilleros frente al N.º 61) |